# Orimarga (Orimarga) borneensis
Orimarga (Orimarga) borneensis is een tweevleugelige uit de familie steltmuggen (Limoniidae). De soort komt voor in het Oriëntaals gebied.